# Hanni Wenzel
Hannelore (Hanni) Wenzel(født 14. december 1956) er en pensioneret alpin skiløber fra Liechtenstein.
Weirather er tidligere olympisk verdensmester og verdensmester. Hun vandt Liechtensteins første olympiske medalje nogensinde ved de olympiske vinterlege i 1976 i Innsbruck, Østrig, og de to første olympiske guldmedaljer fire år senere i Lake Placid, New York.